# Amor azul
Amor azul (en chino tradicional, 佳期如夢; en chino simplificado, 佳期如梦; pinyin, Jiāqí rú mèng), es una serie de televisión china emitida por Hunan TV en 2010 y protagonizada por Joe Chen, Roy Chiu, Feng Shaofeng y Lu Chen.

## Reparto

### Personajes principales
- Joe Chen como You Jiaqi.
- Roy Chiu como Ruan Zhengdong.
- Feng Shaofeng como Meng Heping.
- Lu Chen como Zhou Jingan.

### Personajes secundarios
- Li Shi Peng como Guo Jin.
- Lu Chen como Ruan Jiangxi.
- Ji Jie como Xu Shifeng.
- Lin Xiujun como Xiao Yun.
- Xu Xing como Lan Yun.

## Emisión internacional
- Estados Unidos: Pasiones.
- Hong Kong: TVB (2011).
- Perú: Panamericana (2012).[1]
- Singapur: Channel 8 (2012).
- Taiwán: Elta TV (2011).
- Venezuela: Televen (2013).